# Johann Hermann Carmiencke

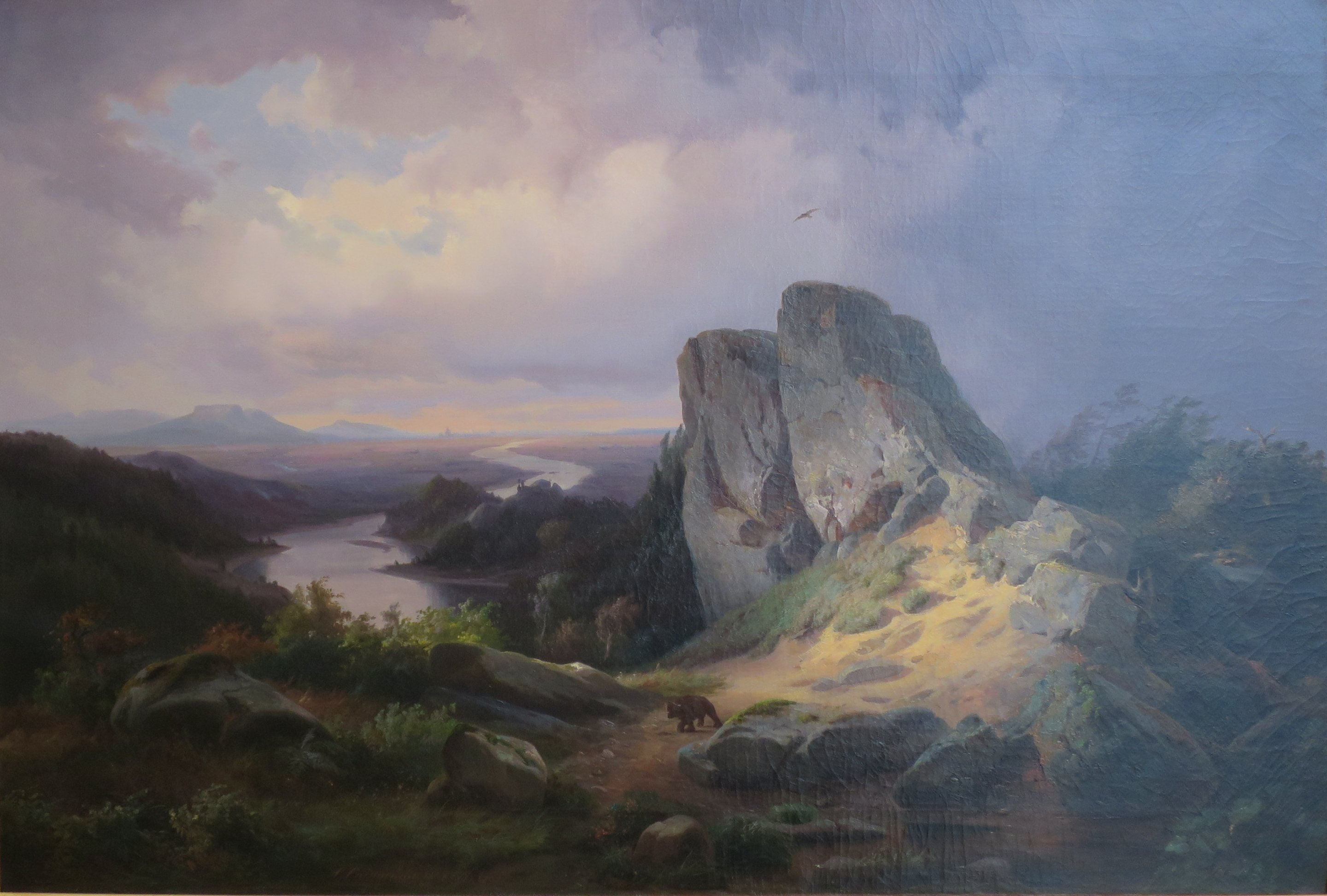
Western landscape

Johann Hermann Carmiencke (* 9. Februar 1810 in Hamburg; † 15. Juni 1867 in Brooklyn) war ein deutscher Landschaftsmaler.

## Leben
Nach einer Malerlehre in Hamburg ging Carmiencke mit dem befreundeten Landschaftsmaler Johann Paul Mohr um 1830 nach Dresden, wo beide Schüler von Johan Christian Clausen Dahl wurden. Nach einem kurzen Aufenthalt in München und im Alpenvorland kehrte Carmiencke nach Hamburg zurück, wo er 1834 Mitglied des Hamburger Künstlervereins wurde und mit seinen an Dahl geschulten Freilichtstudien für Aufsehen sorgte. Von November 1834 bis 1836 setzte er seine Ausbildung an der Kunstakademie Kopenhagen fort und entwickelte ein Vorliebe für Wald- und Küstenlandschaften. Zu seinem Kopenhagener Freundeskreis gehörten die deutschstämmigen Landschaftsmaler Louis Gurlitt, Johannes Mohr, Ernst Wolperding, Adolf Carl und Charles Ross. 1836 kehrte Carmiencke nach Dresden zurück und verkehrte mit Dahl und Caspar David Friedrich. Wiederholt besuchte er seinen Bruder in Liegnitz (Schlesien).
1836 lernte er die Gräfin Emilie Schönburg auf der Wechselburg kennen, die ihn für einige Monate als Zeichenlehrer ihrer Töchter beschäftigte. Carmiencke bereiste Sachsen und malte in der Folgezeit Landschaftsbilder mit Ansichten der sächsischen Schlösser und Burgen Kriebstein, Rochsburg, Wechselburg und Hohenstein.
Im Oktober 1837 kehrte er nach Kopenhagen zurück, um zu heiraten. Mit Unterstützung des Kunstvereins Kopenhagen und der Königlichen Gemäldegalerie, die nach und nach fünf seiner Gemälde erwarb, etablierte er sich in Kopenhagen als Landschaftsmaler. 1840 erhielt er in Kopenhagen das Bürgerrecht. 1838 und 1841 bereiste er Schweden. Eine Auktion seiner Werke im Kopenhagener Kunstverein 1842 erbrachte die Mittel für eine Studienreise nach München und Tirol, wo er in der Umgebung von Meran, Bozen und Trient Burgen und Schlösser zeichnete und malte. 1845 wurde Carmiencke dänischer Staatsbürger. Ein Stipendium der Königlichen Akademie ermöglichte ihm 1845/46 eine ausgedehnte Studienreise durch Italien. Die Eindrücke seiner Reisen verarbeitete er nicht nur in Gemälden, sondern zwischen 1849 und 1851 auch in zwei Folgen von Radierungen.
Der Deutsch-Dänische Krieg von 1848 bis 1851 verleidete ihm den Aufenthalt in Kopenhagen, er versteigerte im Kopenhagener Kunstverein erneut einen Großteil seiner Werke und wanderte im April 1851 nach Amerika aus und wurde in New York ansässig. Die Motive seiner Landschaftsbilder fand er im amerikanisch-kanadischen Grenzgebiet und am Oberlauf des Hudson. Stilistisch stehen seine Werke dieser Zeit der sog. Hudson River School nahe. Nachdem er sich in Amerika als Maler etabliert hatte, ließ er seine Familie 1855 aus Kopenhagen nachkommen und wurde mit ihr in Brooklyn ansässig. Als Freimaurer fand Carminecke Zugang zu den wohlhabendsten Kaufleuten New Yorks.
1866 wurde in seinem Atelier der Grundstein für die "Brooklyn Academy of Art and Design" gelegt.

## Werke
- Die Alster bei Poppenbüttel, 1833, Kunsthalle Hamburg
- Schloss Rochsburg in Sachsen, 1837, Kunsthalle Hamburg
- Gegend in der Oberlausitz mit Blick nach Böhnen, um 1838, Statens Museum Kopenhagen
- Das Etschtal bei Bozen mit der Ruine Haselburg, 1845, Statens Museum Kopenhagen
- Poughkeepsie Iron Works, 1856. Yale University Art Gallery, New aven, Connecticut
- The Hudson River at Hyde Park, 1856. Orlando Museum
- Hudson River at Cold Spring, 1861. Smithsonian American Art Museum, Washington

## Ausstellungen (Auswahl)
- 2019: Hamburger Schule – Das 19. Jahrhundert neu entdeckt (12. April bis 14. Juli), Hamburger Kunsthalle